# Dolina Sucha Kasprowa
Die eiszeitlich durch Gletscher geformte Dolina Sucha Kasprowa ist ein Tal in der polnischen Westtatra in der Woiwodschaft Kleinpolen. Es befindet sich auf dem Gemeindegebiet von Zakopane im Powiat Tatrzański.

## Geographie
Das Tal ist ein Seitental der Dolina Kasprowa, die wiederum ein Seitental der Dolina Bystrej ist. Die Felswände im Tal sind aus Granitgestein.
Das Tal fällt von Süden nach Norden herab. Die Gewässer des Tals fließen unterirdisch. Im Tal befinden sich keine oberirdischen Gewässer.

## Etymologie
Der Name lässt sich übersetzen als „Trockenes Kasprowa-Tal“. Der Name rührt daher, dass es keine oberirdischen Gewässer gibt.

## Flora und Fauna
Das Tal liegt oberhalb der Baumgrenze. Das Tal ist Rückzugsgebiet für zahlreiche Säugetiere und Vogelarten.

## Klima
Im Tal herrscht Hochgebirgsklima.

## Almwirtschaft
Vor der Errichtung des Tatra-Nationalparks im Jahr 1954 wurde das Tal für die Almwirtschaft genutzt. Danach wurden die Eigentümer der Almen enteignet bzw. zum Verkauf gezwungen. Die größte Alm im Tal war die Hala Kasprowa.

## Tourismus
Am Rand des Tals führt ein Wanderweg von Zakopane auf Kasprowy Wierch.
- ▬ Ein grün markierter Wanderweg vom Zakopaner Stadtteil Kuźnice auf Myślenickie Turnie und weiter auf Kasprowy Wierch.